# Staller Almbach
Der Staller Almbach ist ein Bach in der Gemeinde St. Jakob in Defereggen (Bezirk Lienz). Der Bach entspringt am Obersee und mündet westlich der Ortschaft Erlsbach in die Schwarzach.

## Verlauf
Der Staller Almbach entspringt als Abfluss des Obersees nahe der Staatsgrenze zu Italien, wobei 0,1 km² seines Einzugsgebiets auf italienischem Staatsgebiet liegen. Der Staller Almbach nimmt bereits kurz nach seinem Ursprung rechtsseitig den Zinsentalbach auf und fließt in nordöstlicher Richtung zunächst durch die Almflächen der Staller Alm. In der Folge stürzt der Bach eine bewaldete Schlucht hinab und mündet westlich der Ortschaft Erlsbach in die Schwarzach. 

## Energiewirtschaftliche Nutzung
Seit dem Jahr 2007 gibt es Pläne zur Errichtung eines Kraftwerks am Stallerbach durch einen privaten Antragsteller. Ein negativer Bescheid durch das Land Tirol wurde 2011 vom  Verwaltungsgerichtshof aufgehoben.